# Riera de la Ganga
La Riera de la Ganga és un torrent de la conca de Calonge (Catalunya) que neix a Calonge (Baix Empordà).
Neix a uns 245 metres d'altitud entre el Coll de la Ganga i La Peça d'en Pelegríl, a la Muntanya de la Ganga (Massís de les Gavarres) i desemboca al barri del Mas Pere uns 195 metres més avall al Rifred, del qual és un dels afluents majors. S'alimenta d'uns torrents sense nom.

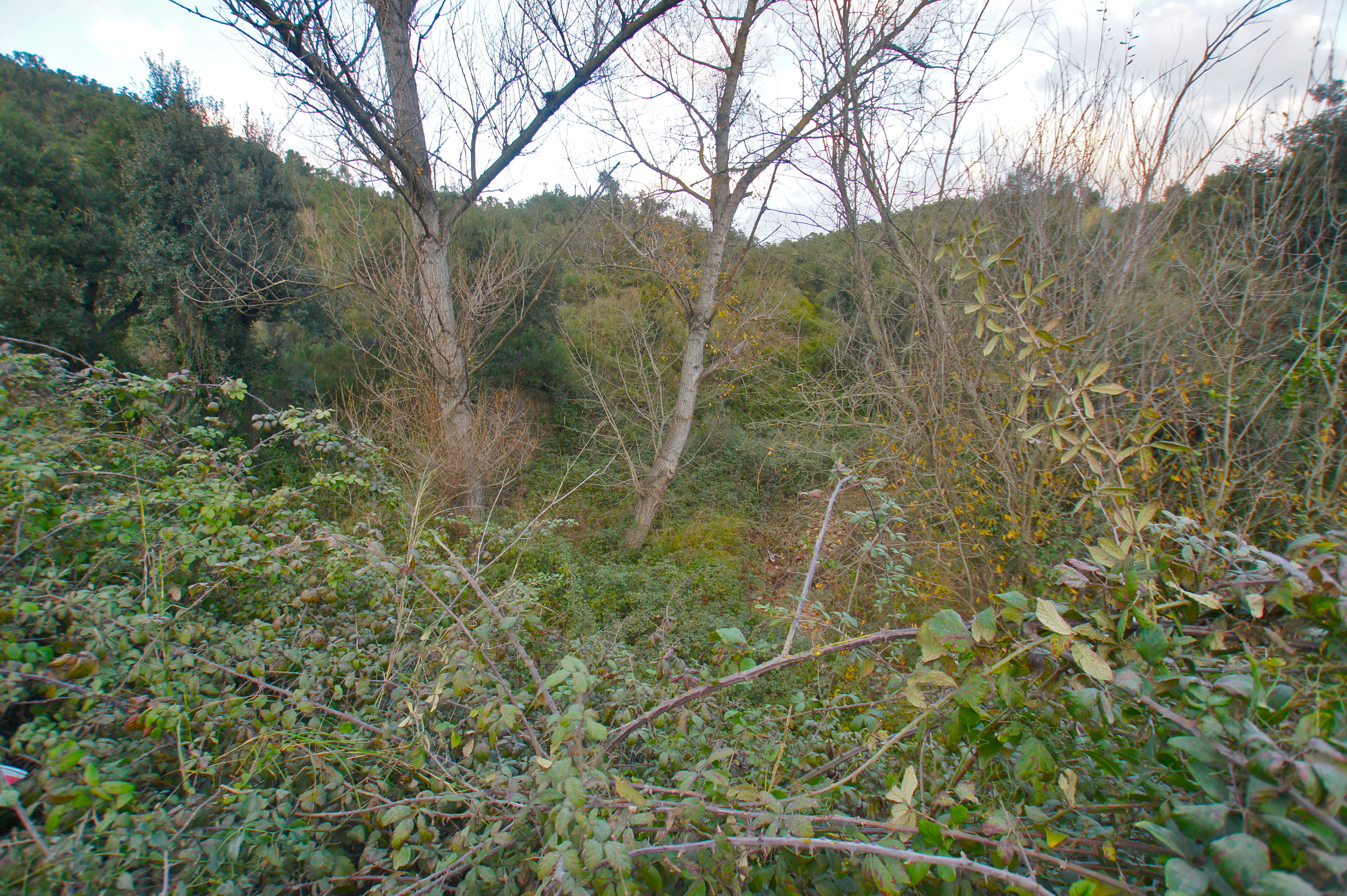
Confluència del Rielancs (esquerra) i de la riera de la Ganga
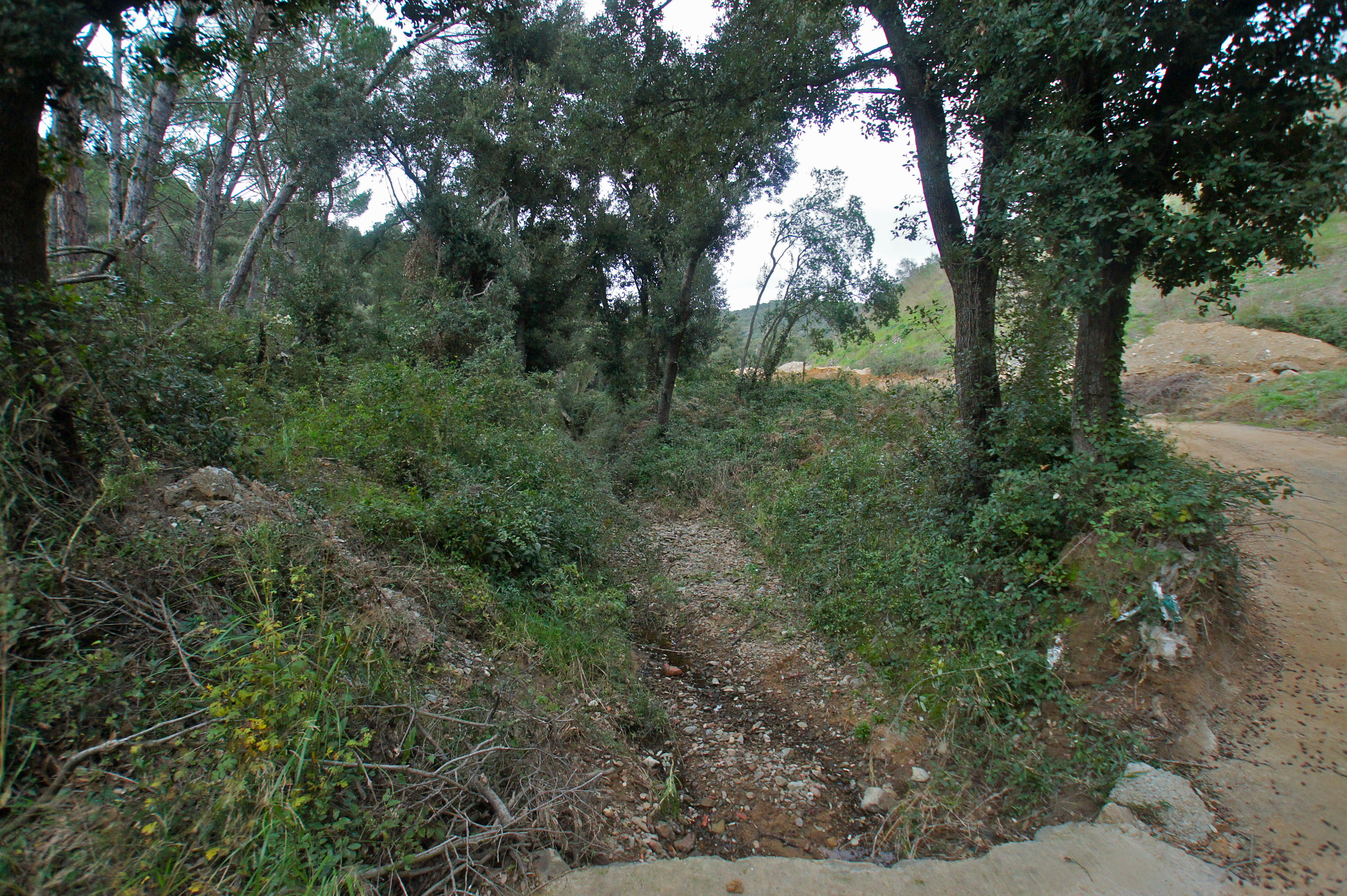
La riera de la Ganga